# Tschirganttunnel
De Tschirganttunnel was een geplande verkeerstunnel in Oostenrijk. De tunnel zou 197 miljoen euro kosten maar om budgettaire redenen is de tunnel niet gebouwd.
Gepland was om in 2011 te beginnen met de toevoerwegen naar de tunnel en in 2013 zou met de bouw van de tunnel zelf begonnen worden. In 2016 zou de tunnel dan geopend worden. De tunnel onder het bergmassief van de Tschirgant door zou 4285 meter lang worden en zorgen voor een rechtstreekse verbinding tussen de Fernpassstraße (B179) en de Inntal Autobahn (A12). Hierdoor zou de Mieminger Straße (B189) ontlast worden, zowel in de richting van Imst (Gurgltal) als in de richting van Mieming (Holzleithensattel).